# ISO 3166-2:2002-08-20
ISO 3166-2:2002-08-20 désigne un ancien bulletin de mise à jour de la norme ISO 3166-2:1998, aujourd'hui obsolète.
Cet article reprend les informations obsolètes du bulletin d'information n°  I-3 (modifications au 20 août 2002), d'une version également obsolète de la norme ISO 3166-2, à savoir : la première édition de 1998.
Ces informations sont donc, à mi 2014, obsolètes. Il convient de se référer à la version 2007 de la norme ISO 3166-2 (notée « ISO 3166-2:2007 ») et à ses bulletins de mise à jour successifs (cf. infra : sections « Sources » et « Articles connexes »).

## Données concernées (pour mémoire)
9 pays étaient concernés par cette mise à jour aujourd'hui obsolète :
| - AE (Émirats arabes unis) - CZ (République tchèque) - IN (Inde) - KZ (Kazakhstan) - MD (Moldavie) |  | - MO (Mongolie) - PS (Autorité palestinienne) - TP (Timor oriental) - UG (Ouganda) |

## Sources
- iso.org Codes des noms de pays - ISO 3166.
- iso.org Mises à jour de l'ISO 3166
- iso.org Plateforme de consultation en ligne (OBP, remplace l'ancien tableau de décodage)
- unstats.un.org Division statistique des Nations unies – Norme de codage des pays ou régions à usage statistique (inclut les codets à trois lettres de l’ISO 3166, et numériques : codets communs à ISO 3166-1 et codets de regroupements propres à la norme UN M.49).